# Concurso Internacional de Piano de Leeds
O Concurso Internacional de Piano de Leeds, conhecido anteriormente como Competiçao Pianoforte International de Leeds, é um concurso internacional de piano que acontece a cada três anos em  Leeds, West Yorkshire, Inglaterra.
Foi fundada em 1961 por Marion, Condessa de Harewood, Dame Fanny Waterman e Roslyn Lyons, com a primeira competição sendo realizada em 1963.

## História

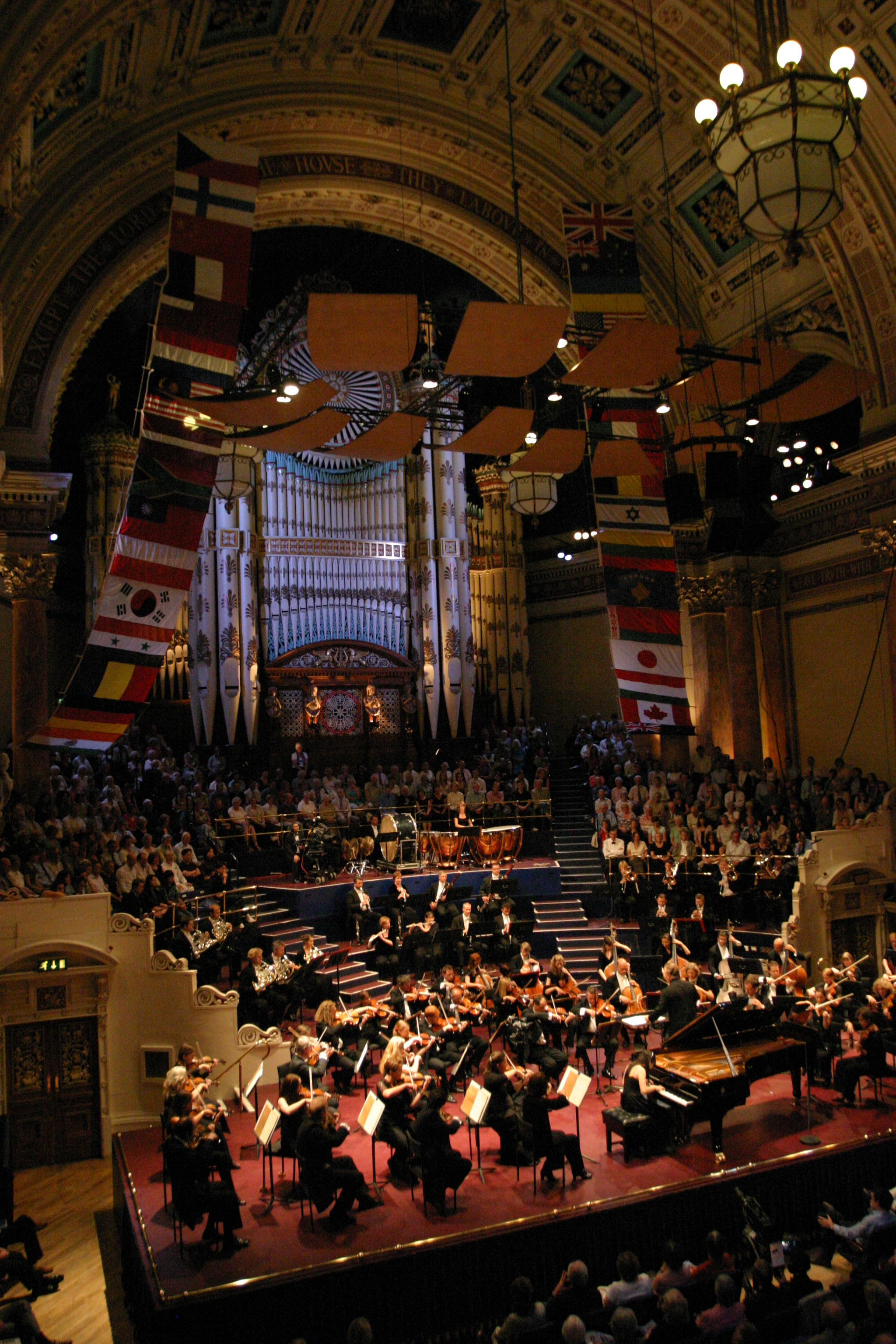
Finais da competição de 2009

O concurso foi realizado pela primeira vez em setembro de 1963, e juntou-se à Federação Mundial de Competições Internacionais de Música (WFIMC) em 1965.
A Universidade de Leeds é a principal parceira da competição e a apoia desde sua criação. A BBC transmite todas as competições desde 1966 na televisão e no rádio.
Em 2018, a Competição foi transmitida ao vivo online pela primeira vez com a medici.tv .

## Vencedores do prêmio
| Ano  | 1º                   | 2º                                            | 3º                                      | 4º                                              | 5º                                              | 6º                                              |
| ---- | -------------------- | --------------------------------------------- | --------------------------------------- | ----------------------------------------------- | ----------------------------------------------- | ----------------------------------------------- |
| 2024 | Jaeden Izik-Dzurko   | Junyan Chen                                   | Khanh Nhi Luong                         | Kai-Min Chang                                   | Julian Trevelyan                                | —                                               |
| 2021 | Alim Beisembayev     | Kaito Kobayashi                               | Ariel Lanyi                             | Dmytro Choni                                    | Thomas Kelly                                    | —                                               |
| 2018 | Eric Lu              | Mario Häring                                  | Xinyuan Wang                            | — (Finalistas: Aljoša Jurinić, Anna Geniushene) | — (Finalistas: Aljoša Jurinić, Anna Geniushene) | — (Finalistas: Aljoša Jurinić, Anna Geniushene) |
| 2015 | Anna Tsybuleva       | Heejae Kim                                    | Vitaly Pisarenko                        | Drew Petersen                                   | Tomoki Kitamura                                 | Yun Wei                                         |
| 2012 | Federico Colli       | Louis Schwizgebel                             | Jiayan Sun                              | Andrejs Osokins                                 | Andrew Tyson                                    | Jayson Gillham                                  |
| 2009 | Sofya Gulyak         | Alexej Gorlatch                               | Alessandro Taverna                      | David Kadouch                                   | Rachel Cheung                                   | Jianing Kong                                    |
| 2006 | Sunwook Kim          | Andrew Brownell                               | Denis Kozhukhin                         | Alice Wong                                      | Sung-hoon Kim                                   | Grace Fong                                      |
| 2003 | Antti Siirala        | Evgenia Rubinova                              | Yuma Osaki                              | Igor Tchetuev                                   | Chiao-Ying Chang                                | / Sodi Braide                                   |
| 2000 | Alessio Bax          | Davide Franceschetti                          | Severin von Eckardstein                 | Cristiano Burato                                | Ashley Wass                                     | Tatiana Kolesova                                |
| 1996 | Ilya Itin            | Roberto Cominati                              | Aleksandar Madžar                       | Sa Chen                                         | Armen Babakhanian                               | Ekaterina Apekisheva                            |
| 1993 | Ricardo Castro       | Leon McCawley                                 | Mark Anderson                           | Filippo Gamba                                   | Maxim Philippov                                 | Margarita Shevchenko                            |
| 1990 | Artur Pizarro        | Lars Vogt                                     | Éric Le Sage                            | Balázs Szokolay                                 | Haesun Paik                                     | Andrei Zheltonog                                |
| 1987 | Vladimir Ovchinnikov | Ian Munro                                     | Noriko Ogawa                            | Boris Berezovsky                                | Hugh Tinney                                     | Marcantonio Barone                              |
| 1984 | Jon Kimura Parker    | Ju Hee Suh                                    | Junko Otake                             | Louis Lortie                                    | David Buechner                                  | Emma Tahmizian                                  |
| 1981 | Ian Hobson           | Wolfgang Manz                                 | Bernard d'Ascoli                        | Daniel Blumenthal                               | Christopher O'Riley                             | Peter Donohoe                                   |
| 1978 | Michel Dalberto      | Diana Kacso                                   | Lydia Artymiw                           | Ian Hobson                                      | Kathryn Stott                                   | Etsuko Terada                                   |
| 1975 | Dmitri Alexeev       | Mitsuko Uchida                                | empatados: András Schiff Pascal Devoyon | empatados: Michael Houstoun Myung-whun Chung    | —                                               | —                                               |
| 1972 | Murray Perahia       | Craig Sheppard                                | Eugen Indjic                            | —                                               | —                                               | —                                               |
| 1969 | Radu Lupu            | Georges Pludermacher                          | Arthur Moreira Lima                     | Boris Petrushansky                              | Anne Queffélec                                  | —                                               |
| 1966 | Rafael Orozco        | empatados: Viktoria Postnikova Semyon Kruchin | Alexey Nasedkin                         | Jean-Rodolphe Kars                              | —                                               | —                                               |
| 1963 | Michael Roll         | Vladimir Krainev                              | Sebastien Risler                        | Armenta Adams                                   | —                                               | —                                               |